# Метличеста мишорка
Метличеста мишорка (Gypsophila paniculata) е вид цъфтящо растение от семейство Карамфилови (Caryophyllaceae), местен за Централна и Източна Европа. Това е многогодишно тревисто растение с височина до 1,2 m, с разклонени стъбла, които през лятото се покриват с „облаци“ от малки бели цветчета.
Естественото ѝ местообитание е в степите на сухи, песъчливи и каменисти места, често върху варовити почви (родовото име gypsophila означава буквално „обичащ гипса/варовика“). Образци от това растение за първи път са изпратени на Линей от Санкт Петербург от швейцарско-руския ботаник Йохан Аман.

## Култивиране
Метличестата мишорка е популярно декоративно градинско растение и вирее в добре дренирани алкални до неутрални почви на пряка слънчева светлина.

## Инвазивен характер
Gypsophila paniculata сега е широко разпространена в Северна Америка. Тя е класифицирана като инвазивен вид на места около Големите езера и региона на Чикаго, в северозападната част на Тихия океан, и Калифорния, където е обявена за вреден плевел.

## Галерия
- Снимка на белите цветове отблизо
- Употреба в букет
- Илюстрация от Ото Вилем Томе